# Торчин (Хорошівська селищна громада)
То́рчин — село в Україні, у Житомирському районі Житомирської області. Входить до складу Хорошівської селищної громади. Населення становить 129 осіб(2021р.).

## Географія
Географічні координати: 50°31' пн. ш. 28°28' сх. д. Часовий пояс — UTC+2. Загальна площа села — 5,2 км².
Торчин розташований у межах природно-географічного краю Полісся і за 7 км від центру громади — міста Хорошів. Найближча залізнична станція — Нова Борова, за 28 км.

## Історія
Назва села походить від назви урочища Горчин, в якому після 1868 року було створено колонію Торчин. У 1906 році колонія Горошківської волості Житомирського повіту Волинської губернії. Відстань від повітового міста 32 версти, від волості 10. Дворів 42, мешканців 272.

## Населення
За даними перепису 2001 року населення села становило 169 осіб, з них 97,04% зазначили рідною українську мову, 1,78% — російську, а 1,18% — польську.

## Пам'ятки
На околиці Березівки та Торчина було знайдено два давньоруські курганні могильники